# Censo chileno de 1895
El VII Censo Nacional de Población de Chile, fue realizado en el 28 de noviembre de 1895. La confección de este censo se apartó de los anteriores, tanto en el orden de colocación de las provincias, como en las clasificaciones en que se distribuyen los datos que se escrutan de los padrones, incluyéndose la categoría de "divorciado" en el estado civil.
El interés de parte de las autoridades civiles se enfocó, como en otras ocasiones, en el nombramiento de los comisionados locales del censo y la difusión de la importancia de su realización para la población, buscando que el compromiso activo se reflejara en los resultados. Se utilizó cada espacio público para difundir la tarea y explicar los objetivos del levantamiento. Se dispuso por decreto de dos días festivos, previos a la fecha de realización, para que la información sobre el censo llegara a cada rincón del país. El bando respectivo podía hallarse en cada plaza, parroquia y punto de reunión del territorio nacional. Volverse a los medios locales de la época, nuevamente, contribuye a apreciar cómo se abordó la difusión en provincias.

## Resultados generales
| Población total  | 2 679 169 | 100  |
| Total Hombres    | 1 328 398 | 49,6 |
| Total Mujeres    | 1 350 771 | 50,4 |
| Población Urbana | 1 240 364 | 46,3 |
| Población Rural  | 1 438 805 | 53,7 |

| Solteros    | 1 832 051 | 68,3 |
| Casados     | 702 880   | 26,2 |
| Viudos      | 143 438   | 5,3  |
| Divorciados | 800       | 0,02 |

| Alfabetos           | 850 065   | 31,7 |
| Hombres Alfabetos   | 455 640   | 34,3 |
| Mujeres Alfabetas   | 394 25    | 29,2 |
| Analfabetos         | 1 829 104 | 68,3 |
| Hombres Analfabetos | 872 758   | 65,7 |
| Mujeres Analfabetas | 956 346   | 70,8 |

## Resultados por provincia
| N.º | Provincia   | Población |
| --- | ----------- | --------- |
| 1   | Santiago    | 415.636   |
| 2   | Valparaíso  | 220.756   |
| 3   | Concepción  | 188.190   |
| 4   | Coquimbo    | 160.898   |
| 5   | Colchagua   | 157.566   |
| 6   | Ñuble       | 152.985   |
| 7   | Talca       | 128.961   |
| 8   | Maule       | 119.791   |
| 9   | Aconcagua   | 113.165   |
| 10  | Curicó      | 103.242   |
| 11  | Linares     | 101.858   |
| 12  | Malleco     | 98.032    |
| 13  | Tarapacá    | 89.751    |
| 14  | Bio Bío     | 88.749    |
| 15  | O'higgins   | 85.277    |
| 16  | Llanquihue  | 78.815    |
| 17  | Cautín      | 78.221    |
| 18  | Chiloé      | 77.750    |
| 19  | Valdivia    | 60.687    |
| 20  | Atacama     | 59.713    |
| 21  | Arauco      | 59.237    |
| 22  | Antofagasta | 44.685    |
| 23  | Tacna       | 24.160    |
| 24  | Magallanes  | 5.170     |

## Ciudades más pobladas
| N.º | Ciudad       | Provincia   | Población |
| --- | ------------ | ----------- | --------- |
| 1   | Santiago     | Santiago    | 256.463   |
| 2   | Valparaíso   | Valparaíso  | 138.274   |
| 3   | Concepción   | Concepción  | 39.837    |
| 4   | Talca        | Talca       | 33.232    |
| 5   | Iquique      | Tarapacá    | 33.031    |
| 6   | Chillán      | Ñuble       | 28.738    |
| 7   | La Serena    | Coquimbo    | 15.712    |
| 8   | Antofagasta  | Antofagasta | 13.530    |
| 9   | Curicó       | Curicó      | 12.669    |
| 10  | San Felipe   | San Felipe  | 11.313    |
| 11  | Talcahuano   | Concepción  | 10.431    |
| 12  | Quillota     | Valparaíso  | 9.621     |
| 13  | Tacna        | Tacna       | 9.418     |
| 14  | Copiapó      | Atacama     | 9.301     |
| 15  | Parral       | Maule       | 8.586     |
| 16  | Cauquenes    | Maule       | 8.574     |
| 17  | Valdivia     | Valdivia    | 8.060     |
| 18  | Los Ángeles  | Bio Bío     | 7.868     |
| 19  | San Fernando | Colchagua   | 7.447     |
| 20  | Linares      | Linares     | 7.331     |

## Fuente
- Censo de 1895 - INE
- Sobre el Censo de Población de 1895, consultar la obra de la historiadora Jenny Monsalve Neira Retratos de nuestra identidad: Los Censos de población en Chile y su evolución histórica hacia el Bicentenario publicado por el Instituto Nacional de Estadísticas en el año 2009 | [Publicación "Retratos de nuestra identidad", en Biblioteca del Congreso Nacional: https://obtienearchivo.bcn.cl/obtienearchivo?id=documentos/10221.1/11200/1/Retratos%20de%20nuestra%20identidad.pdf

- Datos: Q5760493